# 12280 Reims
12280 Reims è un asteroide della fascia principale. Scoperto nel 1990, presenta un'orbita caratterizzata da un semiasse maggiore pari a 2,7458081 UA e da un'eccentricità di 0,0824403, inclinata di 3,04023° rispetto all'eclittica.